# Petrești, Alba
Petrești, mai demult Petrifalău, Sânpetru, Petrești-Alba, (în dialectul săsesc Piterschterf, Pitterštref, Pitešdref, în germană Petersdorf, în maghiară Péterfalva) este o localitate componentă a municipiului Sebeș din județul Alba, Transilvania, România.
Așezată la 4 kilometri de Sebeș, localitatea Petrești, cea care a dat numele unei culturi neolitice, apare astăzi că o așezare româno-germană prosperă și cochetă. Petreștiul este amintit documentar în 1309 sub numele roman de Vila Petri. În 1317 este pomenit sub denumirile de Petrifalău (maghiară) și Petersdorf (germană). În secolul al XIII-lea, localitatea a fost colonizată cu "oaspeți germani", adică sași (saxoni) aduși la invitația regelui Ungariei, iar populația română a fost impinsă și izolată la margini, unde și-a construit colibe, de unde și denumirea de colibari.
Unele dintre cele mai importante obiective istorice de pe raza localității sunt turnul fostei biserici și zidul fostei cetăți. Ruinele turnului-clopotnița se află astăzi în mijlocul cimitirului evanghelic, fosta curte a cetății medievale de stil romanic. De jur împrejur s-a păstrat și curtină (zidul) de piatră care înconjura odinioară curtea  bisericii. 
Satul a dat numele cunoscutei culturi neolitice cu a sa faimoasa ceramică pictată - cultura Petrești. Petreștiul este totodată ultima așezare săsească de pe Valea Sebeșului, coloniștii germani evitând locurile muntoase ascunse și reci. Sașii au imprimat localității o arhitectură tipică, cu străzi largi, străjuite de canale de apă, cu case înalte, cu porți mari. Din primele secole ale așezării nu a mai rămas decât cetatea sub formă de donjon, care a fost cândva turnul unei basilici romanice, înconjurat cu un zid de incintă, pomenită la 1530, dar mai veche cu cel puțin un secol. Cetatea domină ieșirea din sud a localității, lângă podul peste râul Sebeș. Cetatea a fost construită de populația săsească, care avea permisiunea regelui Ungariei să ridice astfel de monumente în localitățile în care se stabilea și a avut atât un rol militar, cât și civil.

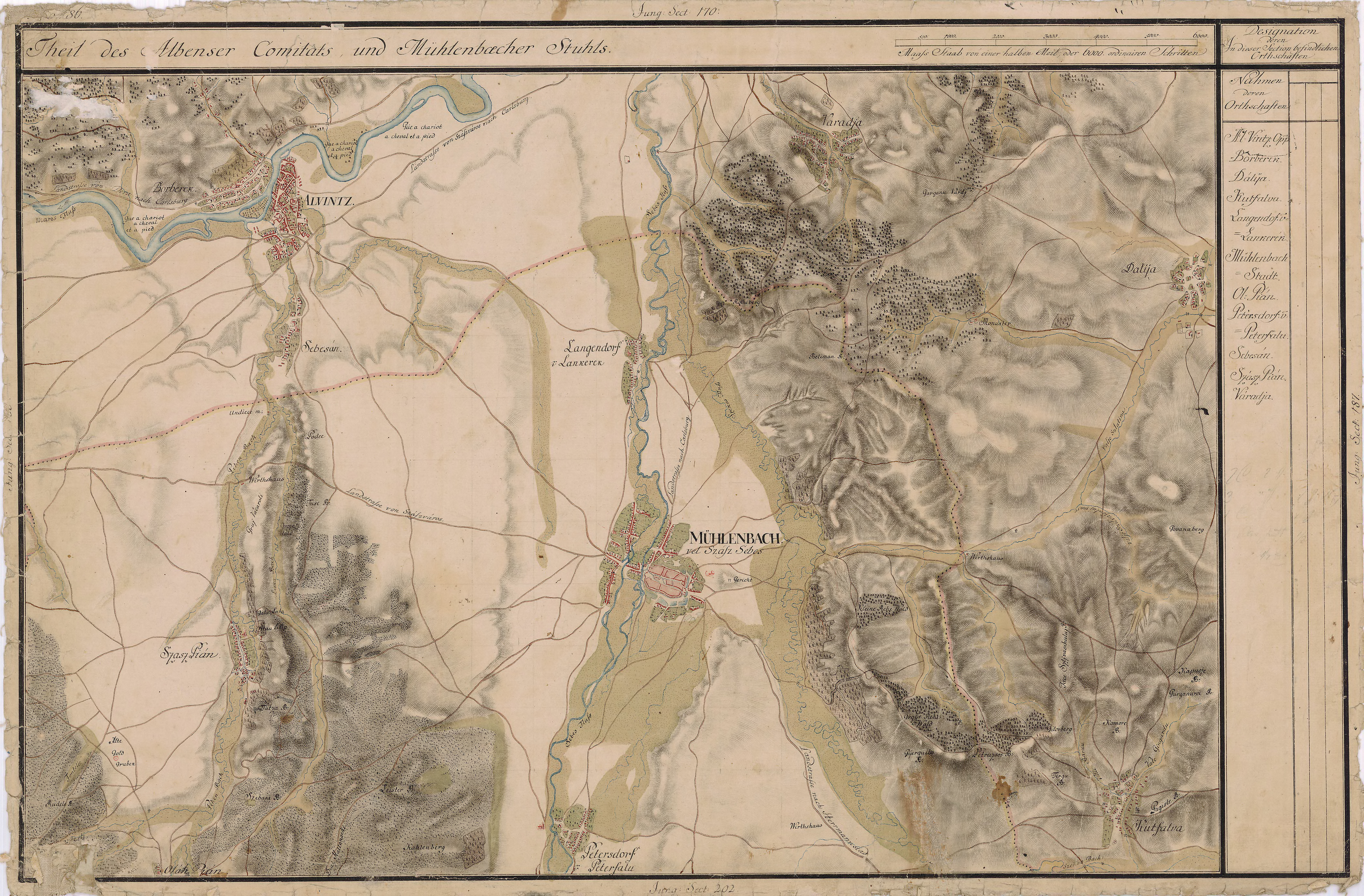
Petrești în Harta Iosefină a Transilvaniei, 1769-1773

În vremurile de război, construcția servea drept refugiu pentru locuitori, iar în timp de pace aici se păstrau valorile, cerealele și alte bunuri alimentare. Cetatea și biserica au rezistat atât timp cât populația săsească a avut un rol important în dezvoltarea localității. Astăzi, monumentul istoric nu este mediatizat aproape deloc și nu este inclus în nici un circuit turistic. Foarte puțină lume, chiar și din județul Alba, știe că în Petresti există o cetate și un turn de asemenea dimensiuni. Cauza poate să fie și importanța pe care și-o arogă Sebeșul în ceea ce privește dominația cultural-istorică asupra zonei. Cu toate acestea, în Petrești există o comunitate puternică locală care încearcă să readucă localitatea la rangul pe care îl merită. Nu puțini sunt cei care susțin chiar revenirea la statutul de comună, însă acest lucru pare destul de greu de realizat în prezent.
Pe vremuri localitate de sine stătătoare, astăzi Petreștiul aparține din punct de vedere administrativ de municipiul Sebeș. Depopularea masivă a populației săsești dinainte de Revoluție și în primii ani de după 1989 a făcut ca în Petrești să mai locuiască în prezent foarte puține familii de sași.În trecut însă în localitatea Petrești erau mai mulți sași decât români. În urma recensământului din 1850 se consemnează că dintr-o populație de 1117 persoane, românii erau 269, iar sași erau în număr de 762 de locuitori.
Familiile plecate în Germania incepând cu anii '80 ai secolului XX  se întorc periodic pentru a-și vizita locurile natale. Anual în Petresti se organizează o manifestare la care participă mulți sași plecați din România. Aceștia au un rol determinant în mediatizarea locurilor natale. Astfel, s-a ajuns că monumentul istoric reprezentat de zidul cetății și de turnul fostei biserici să fie mai cunoscut în Germania decât în România. Există numeroase situri pe internet în limba germană care prezintă, printre altele, și obiectivul din Petrești.

## Biserica înfrățirii confesionale
Un rol extrem de important în evoluția prezentă a localității Petrești l-a avut preotul ortodox Alexandru Coman. A reușit să construiască o biserică ce se detașează atât prin construcție, cât, mai ales, prin pictura din interior. În pridvorul bisericii "Schimbarea la Față", pe peretele din dreapta sunt pictați, "nu între sfinți, ci între oamenii providentiali ai Terrei din amurgul celui de-al doilea mileniu", după cum spune preotul Alexandru Coman, distrugătorii comunismului: Georghe Bush, Papa Ioan Paul al II-lea și Mihail Gorbaciov. Sub ei sunt scrise cu litere de-o șchioapă cuvintele: "Când omul strigă: «Opriți planeta, vreau să cobor!», Dumnezeu, prin acești trei oameni providențiali, a schimbat cursul lumii". Pe peretele din stânga sunt pictați, tot pentru prima dată într-o biserică ortodoxă, cei trei mari poeți ai Ardealului: George Coșbuc, Lucian Blaga și fascistul Octavian Goga, iar sub reprezentările lor se află inscripția: "Poeți care au plâns durerile Ardealului și au înveșnicit țăranul și satul românesc transilvan".
Monumentul istoric reprezentat de zidul cetății din Petrești și de turnul fostei biserici a ajuns să fie mai cunoscut în Germania decat în România.

## Economia localității
În Petrești activează compania producătoare de hârtie igienico-sanitară Pehart Tec.

## Galerie de imagini (Biserica Evanghelică)

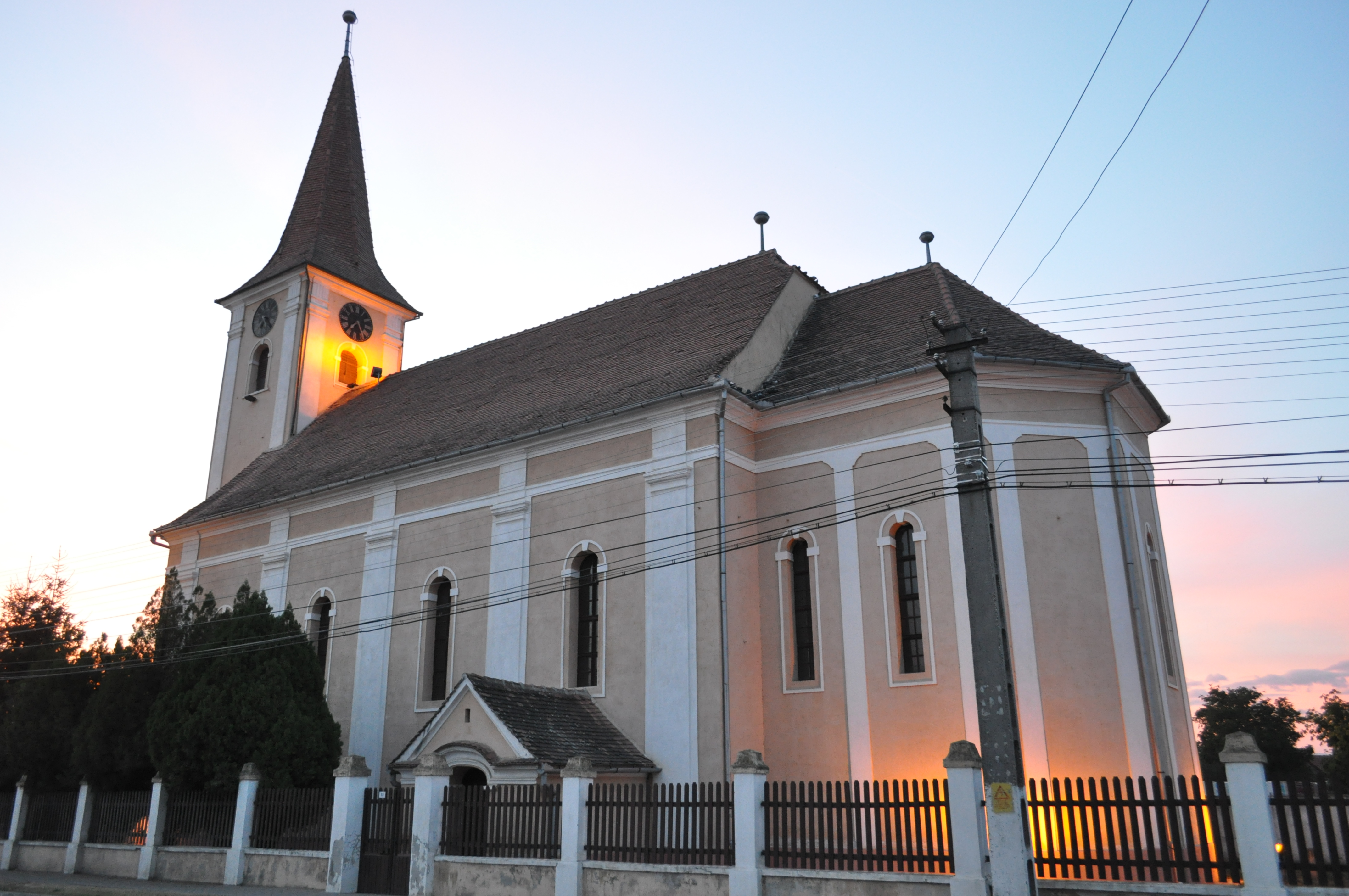